# جاكي مارتنز
جاكي مارتنز هو متسابق دراجات نارية بلجيكي، ولد في 3 يوليو 1963 في لومل في بلجيكا.